# João Tamagnini de Sousa Barbosa

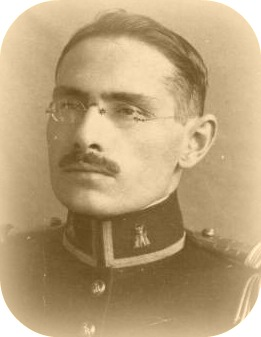
João Tamagnini de Sousa Barbosa

João Tamagnini de Sousa Barbosa (* 30. Dezember 1883 in Macau; † 15. Dezember 1948) war ein portugiesischer Militär und Politiker. Vom 23. Dezember 1918 bis zum 27. Januar 1919 war er Regierungschef seines Landes. Er führte eine der vielen instabilen Regierungen der ersten Republik.
João Tamagnini de Sousa Barbosa, oft auch kürzer João Tamagnini Barbosa  genannt, diente als Minister des Inneren, für Kolonien und Finanzen in der diktatorischen Regierung des Sidónio Pais. Nachdem dieser am 14. Dezember 1918 bei einem Attentat ums Leben gekommen war, übernahm zunächst João do Canto e Castro kommissarisch die Ämter von Pais, der sowohl Staatsoberhaupt als auch Regierungschef seines Landes gewesen war. Die alte Verfassung der Republik, die Pais außer Kraft gesetzt hatte, wurde wieder eingeführt, und damit auch die erneute Trennung der Ämter des Präsidenten und des Premierministers. João do Canto e Castro wurde neuer Präsident und ernannte Tamagnini Barbosa zum Premierminister. Nach voller Wiederherstellung der parlamentarischen Regierungsform gab dieser das Amt an José Carlos de Mascarenhas Relvas von der Demokratischen Partei ab.
Von 1947 bis 1948 war er Präsident des Fußballvereins Benfica Lissabon.
| Vorgänger              | Amt                                    | Nachfolger                        |
| ---------------------- | -------------------------------------- | --------------------------------- |
| João do Canto e Castro | Premierminister von Portugal 1918–1919 | José Carlos de Mascarenhas Relvas |